# Nygårdsjøen
Nygårdsjøen est une localité du comté de Nordland, en Norvège.

## Géographie
Administrativement, Nygårdsjøen fait partie de la kommune de Gildeskål.